# Sapijanka, Kameanka-Buzka
Sapijanka (în ucraineană Сапіжанка, în germană Sapiezanka) este un sat în comuna Derniv din raionul Kameanka-Buzka, regiunea Liov, Ucraina. Satul a fost locuit de germanii galițieni.

## Demografie
Componența lingvistică a localității Sapijanka
     Ucraineană (94,93%)
     Maghiară (3,33%)
     Rusă (1,74%)
Conform recensământului din 2001, majoritatea populației localității Sapijanka era vorbitoare de ucraineană (94,93%), existând în minoritate și vorbitori de maghiară (3,33%) și rusă (1,74%).